# 特警新人類
《特警新人類》（英語：Gen-X Cops）是一部1999年上映的香港動作特警電影，由陳木勝執導，陳木勝、戚家基、許安和李綺華編劇，李忠志任動作指導，謝霆鋒、馮德倫、李燦森、吳彥祖、葉佩雯、仲村亨等人主演。

## 劇情
影片講述了一個飽受歧視的警官陳聰明為了證明自己並不失敗，選了四個被開除的反叛青年組成特警新人類，立誓抓住赤虎的故事。

## 角色
| 角色   | 演員                            | 介紹 |
| 太子   | 謝霆鋒 （日語配音：綠川光）     | Jack 火柴、異形、千年虫之好友 陳聰明之下屬 被洛偉霖賞識 與林廣傑互相利用 赤虎之天敵 |
| 火柴   | 馮德倫 （日語配音：置鮎龍太郎） | Match 太子、異形、千年虫之好友 陳聰明之下屬 林廣傑之情敵 王淑美之初戀情人，於加拿大相識，曾因為無法照顧自己不想拖累其而離開其，後向其坦白後復合 赤虎之天敵                                                                                       |
| 異形   | 李燦森 （日語配音：神奈延年）   | Allen 太子、火柴、千年虫之好友 陳聰明之下屬 調查林廣傑 赤虎之天敵 |
| 林廣傑 | 吳彥祖 （日語配音：磯部弘）     | 傑少 林威龍之弟，被其瞧不起，為與赤虎勾結而出賣其，並與赤虎聯手殺害其 與赤虎勾結，後因赤虎識破新手下太子為警方臥底而反目，並被赤虎手下槍殺 王淑美之男友，後分手 火柴之調查對象兼情敵 太子之調查對象，與其互相利用 異形、千年虫、陳聰明之調查對象 |
| 千年虫 | 葉佩雯 （日語配音：鈴木麻里子） | Y2K 盧惠光之妹 因盧惠光之死懷疑與傑少及赤虎有關而與陳聰明、太子、火柴、異形合作 赤虎、傑少之天敵 |
| 赤虎   | 仲村亨 （日語配音：仲村亨）     | 日本黑幫組織「神風社」頭目 太子、火柴、異形、千年虫、陳聰明之調查對象兼天敵 最終因失去炸彈搖控器獨自用炸彈自爆身亡 |
| 洛偉霖 | 吳鎮宇                          | 洛威拿 林威龍之結拜大哥 被Jack救時於泳池遭赤虎放火燒死 |
| 陳聰明 | 曾志偉 （日語配音：鹽屋浩三）   | 於跳降落傘時遭赤虎亂槍槍殺身亡 |
| 金牙   | 尹子維                          | |
| 林威龍 | 林家棟                          | 恐龍 |
| Haze   | 王淑美(Jaymee Ong)              | |
| 杜Sir  | 陳豪 （日語配音：平田廣明）     | |
|        | 林小湛                          | |
| 黎Sir  | 黎耀祥                          | |
|        | 冼灝英                          | |
|        | 盧惠光                          | |
| 漁夫   | 成龍 （日語配音：石丸博也）     | |

## 選角
片中大反派角色「赤虎」最初原先曾屬意擬請日本人氣偶像反町隆史出演，之後因為反町隆史他當時由於礙於檔期因素及片酬問題婉拒出演。最後改由另外一位人氣偶像仲村亨取代出演。

## 獎項
| 頒獎典禮             | 獎項             | 名單   | 結果 |
| -------------------- | ---------------- | ------ | ---- |
| 第19屆香港電影金像獎 | 最佳攝影         | 黃岳泰 | 提名 |
| 第19屆香港電影金像獎 | 最佳動作設計     | 李忠志 | 提名 |
| 第19屆香港電影金像獎 | 最佳剪接         | 張嘉輝 | 提名 |
| 第19屆香港電影金像獎 | 最佳美術指導     | 余家安 | 提名 |
| 第19屆香港電影金像獎 | 最佳服裝造型設計 | 余家安 | 提名 |
| 第19屆香港電影金像獎 | 最佳音響效果     | 曾景祥 | 提名 |

## 電影歌曲
| 曲別   | 歌名                  | 作曲   | 作詞           | 編曲              | 監製   | 演唱                   |
| ------ | --------------------- | ------ | -------------- | ----------------- | ------ | ---------------------- |
| 主題曲 | 《You Can't Stop Me》 | 馮德倫 | 劉卓輝、張崇德 | 馮德倫、Davy Chan | 馮德倫 | 謝霆鋒、馮德倫、李燦森 |

## 外部連結
- 香港影庫上《特警新人類》的資料（繁體中文）
- 豆瓣电影上《特警新人類》的資料 （简体中文）
- 时光网上《特警新人類》的資料（简体中文）
- 互联网电影数据库（IMDb）上《特警新人類》的资料（英文）
- AllMovie上《特警新人類》的资料（英文）
- 爛番茄上《特警新人類》的資料（英文）